# Пшавы
Пша́вы (груз. ფშავლები) — субэтническая группа грузин. Живут в Душетском муниципалитете в краю Мцхета-Мтианети Грузии, городе Душети, в бассейне реки Пшавская Арагви, а также компактными поселениями в некоторых районах Восточной Грузии. Говорят на пшавском диалекте грузинского языка. Общая численность около 30 000 человек. В 1886 году их насчитывалось 9115 человек.

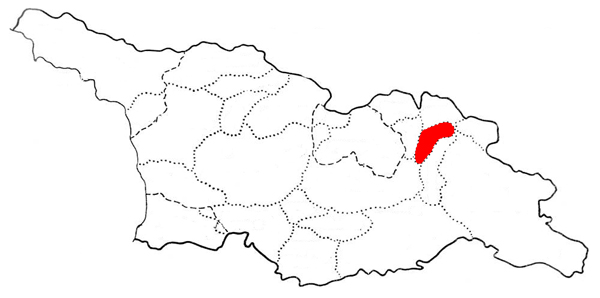
Историческая область Пшавия

## Этимология
В древнегрузинских летописях регионы Хевсурети и Пшави упоминаются под общим названием «Пхови», а их жители именуются «пховелами». Это подтверждается сведениями грузинского географа Вахушти Багратиони, который в своем описании северо-восточной части региона Кахети указывает:
«...ныне их называют пшавами и хевсурами, однако ранее они были известны как пховелы».
Он повторяет это в описании Пшави, отмечая:
«В древности эти две долины (Пшави и Хевсурети) называли Пхови, тогда как теперь им дали современные названия».
Кистины, соседствующие с Пшавией, до сих пор называют пшавов «пхиа» или «пхие», что этимологически соответствует названию «пховели».

## Версия о происхождении
Существует версия, что пшавы являются потомками выходцев из чеченского тейпа Пешхой.
Согласно этнографу Н. Я. Марру:
В горцах Грузии, вместе с ними в хевсурах, пшавах вижу огрузинившиеся чеченские племена [5, с. 1395—1396].

## Быт
В прошлом отличались некоторыми местными чертами культуры и быта. Известен средневековый пшавский обычай цацлоба.
Были известны мастерством в изготовлении шерстяных изделий (хурджины, ноговицы и др.). Занимаются также скотоводством.

## Фамилии пшавов

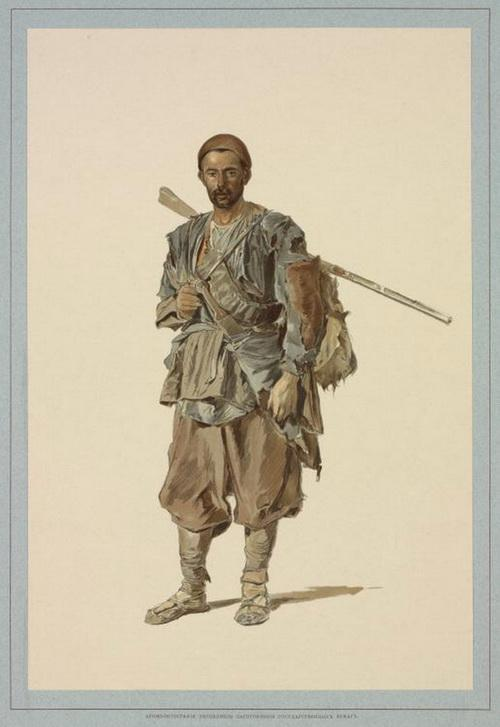
Пшавец. Рисунок Теодора Горшельта. Альбом «Кавказские походные рисунки» (Санкт-Петербург, 1896)

- Ахади (Берошвили, Годердзаули, Беришвили, Бобгиашвили, Горелашвили, Ломниашвили, Хелашвили, Чарелашвили)
- Арахижа (Цигрошвили)
- Бетисчрдили (Хошураули, Бекуришвили, Читашвили)
- Булалаурта (Булалаури, Булалашвили)
- Гоголаурта (Турманаули, Сулханишвили, Надирашвили, Багиаури, Мгелашвили, Бекошвили, Будурашвили, Бутхашвили, Тандилашвили, Кинцашвили, Хатишвили)
- Элиагза (Бобгиашвили, Жвелаури)
- Ванхеви (Хуцураули, Сохурашвили)
- Матура (Хиблашвили, Цителаури, Хуцишвили, Зурабишвили, Татарашвили, Кистаури, Бачуашвили, Гахутелашвили, Тадиаури, Цоцкураули)
- Мисрианткари (Мисриашвили)
- Муко (Цоцколпаком, Мтибелашвили)
- Удзилаурта (Чорхаули, Лашкарашвили, Кочлиашвили, Татарашвили, Лосеурашвили, Кавтарадзе, Базирашвили)
- Уканапшави (Каратиели, Целаури, Цокелаури, Амиранашвили)
- Хутхи (Мчедлишвили, Хуцишвили)
- Шуапхо (Мтварелашвили, Элизбарашвили, Бадришвили, Автандилашвили, Жабанишвили, Шушанашвили, Кочишвили, Жихвишвили)
- Цабаурта (Мчедлури, Гогнелашвили, Чуруниашвили, Гедехаури, Читашвили)
- Цителаурта (Чиашвили, Баидаури, Гогиашвили, Буцкашвили, Мокверашвили)
- Чидали (Мургвашвили, Кочлашвили, Целаури)
- Чичо (Чологаури, Хизанишвили, Бурдули)
- Хошара (Гелуашвили, Мамиаури, Хахашвили, Мисриашвили, Накеетаури, Тетиашвили)
- Арнаичхани (Батарашвили, Бецуклишвили, Цкипашвили)
- Апшо (Бусуришвили, Варданашвили, Мчедлури, Маубарашвили, Дакузашвили, Мачуришвили, Сузаурашвили, Кбаилашвили)
- Гомецари (Циклаури, Тагвашвили, Грубелашвили, Мушташвили, Садиашвили, Бекаури, Ванеишвили, Бужиришвили, Парнаозашвили, Сулиашвили, Бецуклишвили, Ражашвили, Булалашвили)
- Гударахи (Мартиашвили, Гураспаули, Зурабашвили, Уржукишвили)
- Ино (Магадишвили, Марцкуашвили, Удзилаури, Цверошвили)
- Кацалхеви (Натаури, Цабаурашвили, Хорнаули, Заридзе)
- Кудо-Хилиана (Тандилашвили, Какаблишвили, Тунтуришвили, Жангирашвили, Наврозашвили, Баиашвили, Кистаури, Турманаули, Гелиашвили, Гониерашвили, Талашвили, Целашвили)
- Кучеча (Хоранаули, Бугниашвили, Беридзишвили, Чохелишвили, Туксишвили)
- Магаро (Гелашвили, Бекошвили, Саперашвили, Жанашвили, Упросашвили, Мачаошвили, Нариманашвили)
- Мигриаулта (Бутхашвили, Сулханишвили, Сесиашвили, Мчедлури, Балиашвили, Мачаошвили, Нариманашвили)
- Калило (Накеури, Пицхелаури)
- Копча (Марашвили)
- Шарахеви (Чинчараули, Туксишвили, Бодзашвили, Циклаури)
- Чаргали (Жамиашвили, Молодинашвили, Бачиашвили, Мартиашвили, Кобаидзе, Разикашвили, Марцвалишвили, Букутишвили, Борзшаули, Тибелашвили, Падиурашвили, Баиашвили, Вешагури, Пиркушашвили)
- Хоми (Наврозашвили, Котолашвили, Хачишвили, Кацобашвили, Ианварашвили, Гарашвили, Целашвили, Турманаули, Гониерашвили)